# Distrito de Veveyse
El Distrito de Veveyse (en francés District de la Veveyse, en alemán Vivisbach) es uno de los siete distritos del cantón de Friburgo, Suiza. Tiene una superficie de 134,3 km². La capital del distrito es Châtel-Saint-Denis.

## Geografía
El distrito de Veveyse limita al norte con el distrito de Glâne, al este con el de Gruyère, al sur con el de Riviera-Pays-d'Enhaut (VD), y al oeste con el de Lavaux-Oron (VD).

## Comunas
| Distrito de Veveyse | Distrito de Veveyse    | Distrito de Veveyse |
| Comunas             | Población (31.12.2015) | Superficie km²      |
| ------------------- | ---------------------- | ------------------- |
| Attalens            | 3295                   | 9.76                |
| Bossonnens          | 1494                   | 4.10                |
| Châtel-Saint-Denis  | 6455                   | 47.89               |
| Granges (Veveyse)   | 834                    | 4.46                |
| La Verrerie         | 1155                   | 13.38               |
| Le Flon             | 1175                   | 9.58                |
| Remaufens           | 1044                   | 5.91                |
| Saint-Martin (FR)   | 1034                   | 9.79                |
| Semsales            | 1414                   | 29.36               |
| Total (9)           | 17 900}}               | 133.26              |

## Modificaciones desde 2000

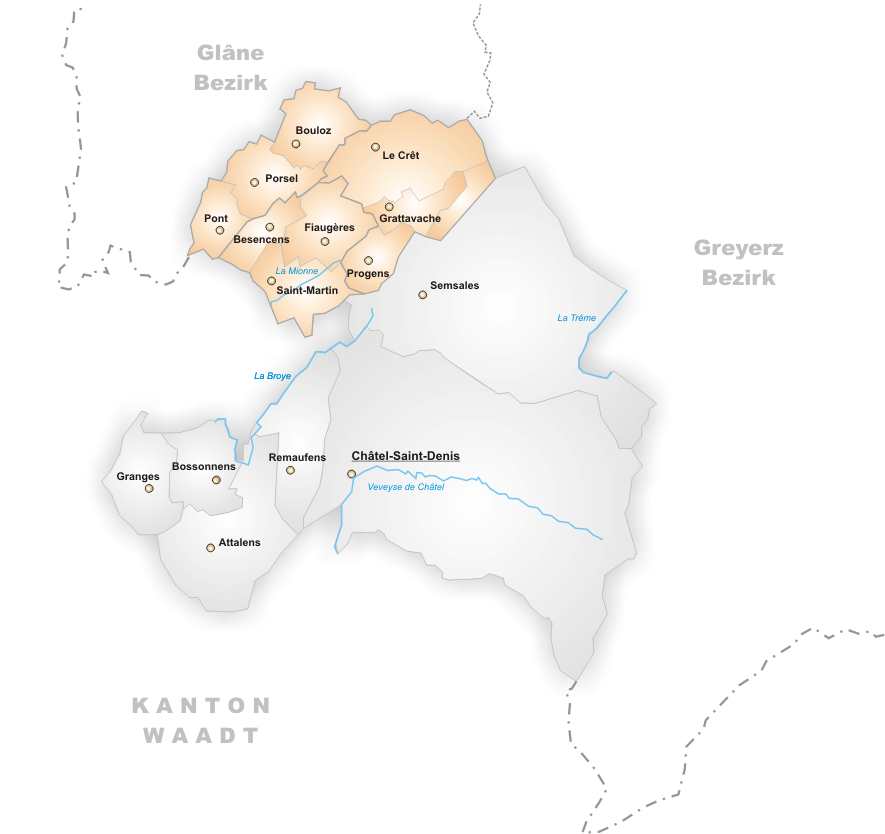
Comunas hasta 2003

### Fusiones
- 2004:  Bouloz, Pont (Veveyse) y Porsel --> Le Flon
- 2004: Besencens, Fiaugères y Saint-Martin --> Saint-Martin
- 2004: Le Crêt, Grattavache y Progens --> La Verrerie